# AB Armerad Betong
AB Armerad Betong var en entreprenadfirma grundad i Malmö, 1916, av Hjalmar Jeppsson och Harald Evers. Efter fusion med AB Vägförbättringar, 1976, fortsatte de tillsammans som Armerad Betong Vägförbättringar AB. 1946 hade företaget 1 500 anställda och ett aktiekapital på 1,3 mkr. Inriktningen var byggande av affärs- och fabriksbyggnader, broar och vägar samt kraftverks- och hamnanläggningar.

## Verkställande direktörer
- 1916–1951 Harald Evers
- 1951–1960 Bo Ekelund
- 1960–1965 Sven Askling
- 1966–1971 Göran Ekelund
- 1972–1976 William Janson